# 李明秀
李 明秀（または李明洙、리명수、リ・ミョンス、1934年2月20日 - ）は、朝鮮民主主義人民共和国（北朝鮮）の政治家、軍人。朝鮮人民軍最高司令部第1副司令官。元朝鮮労働党中央委員会政治局員、元同党中央軍事委員会委員。
朝鮮人民軍総参謀長、人民保安部長、朝鮮民主主義人民共和国国防委員会委員などの要職を歴任した。朝鮮人民軍における軍事称号（階級）は次帥。2016年5月の朝鮮労働党第7次大会終了時点での党内序列は17位。甥に李龍男（駐中国大使）がいる。

## 略歴
咸鏡北道明川郡生まれ。1980年11月に朝鮮祖国解放戦争記念館館長に就任。1992年に中将に昇格。1993年第3軍団参謀長を務めた後、第5軍団長に就任。1995年に上将に昇格。1996年11月に朝鮮人民軍総参謀部副総参謀長に就任し、翌1997年に朝鮮人民軍総参謀部作戦局長を兼任した。1998年、第10期最高人民会議代議員選挙で代議員に当選。2000年に大将に昇格。2003年に第11期最高人民会議代議員選挙で再選。
2011年に警察トップとなる人民保安部長に就任。2012年4月11日に開催された第4回党代表者会で党中央委員会政治局員に選任され、同月13日に開催された第12期最高人民会議第5回会議で朝鮮民主主義人民共和国国防委員会委員にも選任されたが、2013年2月に人民保安部長を解任され、同年4月1日に開催された第12期最高人民会議第7回会議で国防委員からも解任された。
2016年2月21日、朝鮮中央通信が金正恩が軍事訓練を視察した様子を伝える報道の中で随行者の李を朝鮮人民軍総参謀長として紹介し、李明秀が処刑されたとみられた（のちに生存が確認）李永吉の後を継いで同職に就いていることが初めて確認された。同年4月14日、党中央委員会・中央軍事委員会、及び国防委員会の決定により次帥に昇格した。2016年5月の第7次朝鮮労働党大会では序列が9位であったことが確認され、大会終了後は党内序列17位に位置付けられた。
2017年11月13日、板門店で北朝鮮軍兵士1名が軍事境界線を越えて亡命。これを受け李明秀は、同月24日頃、板門店の共同警備区域や警備部隊を視察していたことが報道されている。
2018年5月中旬の党中央軍事委員会拡大会議において軍首脳3人の一斉交代がなされ、李明秀は総参謀長を退任したと見られていたが、同年7月27日の報道で李永吉の総参謀長就任が確認された。
2019年2月8日の朝鮮人民軍創建71周年に関する報道で、朝鮮人民軍最高司令部第1副司令官への就任が確認された。